# Lliga neerlandesa de futbol 1903-04
La Lliga neerlandesa de futbol 1903–1904 va ser disputada per disset equips que participaven en tres divisions. Aquesta temporada, la divisió oest s'havia dividit en dos, creant l'Eerste Klasse West-A i l'Eerste Klasse West-B. El campió nacional seria determinat per un play-off amb els guanyadors de les tres divisions dels Països Baixos. L'HBS Craeyenhout va guanyar el campionat en vèncer els equips Velocitas i PW.

## Nous equips
Eerste Klasse Est:
- GVC Wageningen, resultat d'una fusió entre els competidors dels últims anys Go Ahead Wageningen i Victoria Wageningen

Eerste Klasse West-A:Moguts de la Divisió Oest-B:
- HBS Craeyenhout
- Koninklijke HFC
- AFC Quick 1890

Eerste Klasse West-B:Moguts de la Divisió Oest-A:
- HFC Haarlem
- HVV Den Haag
- CVV Velocitas

## Divisions

### Eerste Klasse Est
| Pos | Equip          | PJ | PG | PE | PP | GF | GC | Pts | DG  | Notes                                    |
| --- | -------------- | -- | -- | -- | -- | -- | -- | --- | --- | ---------------------------------------- |
| 1   | PW             | 8  | 5  | 1  | 2  | 32 | 19 | 11  | +13 | Classificat al play-off final pel títol. |
| 2   | SBV Vitesse    | 8  | 4  | 2  | 2  | 28 | 15 | 10  | +13 |                                          |
| 3   | Koninklijke UD | 8  | 4  | 2  | 2  | 13 | 14 | 10  | -1  |                                          |
| 4   | Quick Nijmegen | 8  | 2  | 1  | 5  | 10 | 25 | 5   | -15 |                                          |
| 5   | GVC Wageningen | 8  | 1  | 2  | 5  | 11 | 21 | 4   | -10 |                                          |

PJ = Partidos jugados; PG = Partidos ganados; PE = Partidos empatados; PP = Partidos perdidos; GF = Goles a favor; GC = Goles en contra; Pts = Puntos; DG = Diferencia de goles

### Eerste Klasse Oest-A
| Pos | Equip                    | PJ | PG | PE | PP | GF | GC | Pts | DG  | Notes                                    |
| --- | ------------------------ | -- | -- | -- | -- | -- | -- | --- | --- | ---------------------------------------- |
| 1   | HBS Craeyenhout          | 10 | 7  | 1  | 2  | 42 | 15 | 15  | +27 | Classificat al play-off final pel títol. |
| 2   | Koninklijke HFC          | 10 | 7  | 1  | 2  | 38 | 21 | 15  | +17 |                                          |
| 3   | Sparta Rotterdam         | 10 | 5  | 1  | 4  | 28 | 23 | 11  | +5  |                                          |
| 4   | RAP                      | 10 | 5  | 0  | 5  | 29 | 33 | 10  | -4  |                                          |
| 5   | Ajax Sportman Combinatie | 10 | 4  | 1  | 5  | 25 | 25 | 9   | 0   |                                          |
| 6   | Quick 1890               | 10 | 0  | 0  | 10 | 4  | 49 | 0   | -45 | No participa la propera temporada.       |

PJ = Partits jugats; PG = Partits guanyats; PE = Partits empatats; PP = Partits perduts; GF = Gols a favor; GC = Gols en contra; Pts = Punts; DG = Diferència de gols

### Eerste Klasse Oest-B
| Pos | Equip               | PJ | PG | PE | PP | GF | GC | Pts | DG  | Notes                                    |
| --- | ------------------- | -- | -- | -- | -- | -- | -- | --- | --- | ---------------------------------------- |
| 1   | Velocitas           | 10 | 7  | 1  | 2  | 38 | 18 | 15  | +20 | Classificat al play-off final pel títol. |
| 2   | HVV Den Haag        | 10 | 5  | 2  | 3  | 31 | 15 | 12  | +16 |                                          |
| 3   | Hercules            | 10 | 4  | 3  | 3  | 34 | 21 | 11  | +13 |                                          |
| 4   | HFC Haarlem         | 10 | 4  | 3  | 3  | 32 | 27 | 11  | +5  |                                          |
| 5   | Rapiditas Rotterdam | 10 | 4  | 0  | 6  | 13 | 36 | 8   | -23 |                                          |
| 6   | Volharding          | 10 | 0  | 3  | 7  | 10 | 41 | 3   | -31 | No participa la propera temporada.       |

PJ = Partits jugats; PG = Partits guanyats; PE = Partits empatats; PP = Partits perduts; GF = Gols a favor; GC = Gols en contra; Pts = Punts; DG = Diferència de gols

### Play-off pel campionat
| Pos | Equip           | PJ | PG | PE | PP | GF | GC | Pts | DG |
| --- | --------------- | -- | -- | -- | -- | -- | -- | --- | -- |
| 1   | HBS Craeyenhout | 4  | 2  | 1  | 1  | 7  | 6  | 5   | +1 |
| 2   | Velocitas       | 4  | 1  | 2  | 1  | 11 | 5  | 4   | +6 |
| 3   | PW              | 4  | 1  | 1  | 2  | 6  | 13 | 3   | -7 |

PJ = Partits jugats; PG = Partits guanyats; PE = Partits empatats; PP = Partits perduts; GF = Gols a favor; GC = Gols en contra; Pts = Punts; DG = Diferència de gols